# Bad Boys: Ride or Die
Bad Boys: Ride or Die er en amerikansk film fra 2024 af Adil El Arbi og Bilall Fallah.

## Medvirkende
- Will Smith som Michael Eugene "Mike" Lowrey
- Martin Lawrence som Marcus Miles Burnett
- Vanessa Hudgens som Kelly
- Alexander Ludwig som Dorn
- Paola Núñez som Rita Secada
- Eric Dane
- Ioan Gruffudd som Lockwood